# 枢機卿の肖像 (ラファエロ)
『枢機卿の肖像画』（すうききょうのしょうぞう、西: Retrato de cardenal、英: Portrait of a Cardinal） は、イタリア・ルネサンスの巨匠ラファエロ・サンティによる、1510-1511年頃に制作された板上の油彩画である。1508年にフィレンツェからローマに移ったラファエロは、教皇庁において多くの著名な名士たちと親交を結び、様々な機会に肖像画家としての腕前を発揮した。本作もそうした肖像画の1つの例である。作品はマドリードのプラド美術館に所蔵されている。
この絵は、まだアストゥリアス公であった時期に、スペインのカルロス4世（1748年–1819年）によってローマで購入された。ラファエロにとっては通例ではないと考えられたその技法のために帰属が再検討される前には、しばらくアントニス・モルに帰属されていた。この絵画はスペイン王室のコレクションに入り、1818年にアランフエス王宮で目録に記載された。後にプラド美術館に移された。

## 人物
本作に描かれている人物の特定化は、かなりの論争点となってきた。ラファエロがヴァチカン宮殿内の、今日「ラファエロの間」として知られる部屋に描いたフレスコ画の中に本作の人物と風貌が似ている人物が何人かいるものの、人物の特定化にはいたっていない。
候補者として挙がっているのは、ローマ教皇ユリウス2世の教皇庁内のベルナルド・ドヴィーツィ（ビッビエーナ枢機卿として知られている）、インノチェンツォ・チーボ、スカラムッチア・トリブルツィオ、アレッサンドロ・ファルネーゼ、イッポリート・デステ、シルヴィオ・パッセリーニ、アントニオ・チョッキ 、マテウス・シネールやルイージ・ダラゴーナらがいる。
プラド美術館によると、おそらく最も可能性が高いのは、1509年から1510年の作品である「ラファエロの間」のフレスコ画『聖体の論議』でも描かれているフランチェスコ・アリドーシ (1455年-1510年) であるが、ベンディネッロ・サウリ (1481年頃-1518年) の可能性もある。
とはいえ、本作は、ルネサンス期における高位の聖職者の典型を描いている作品とする説が有力になっている。

## 作品

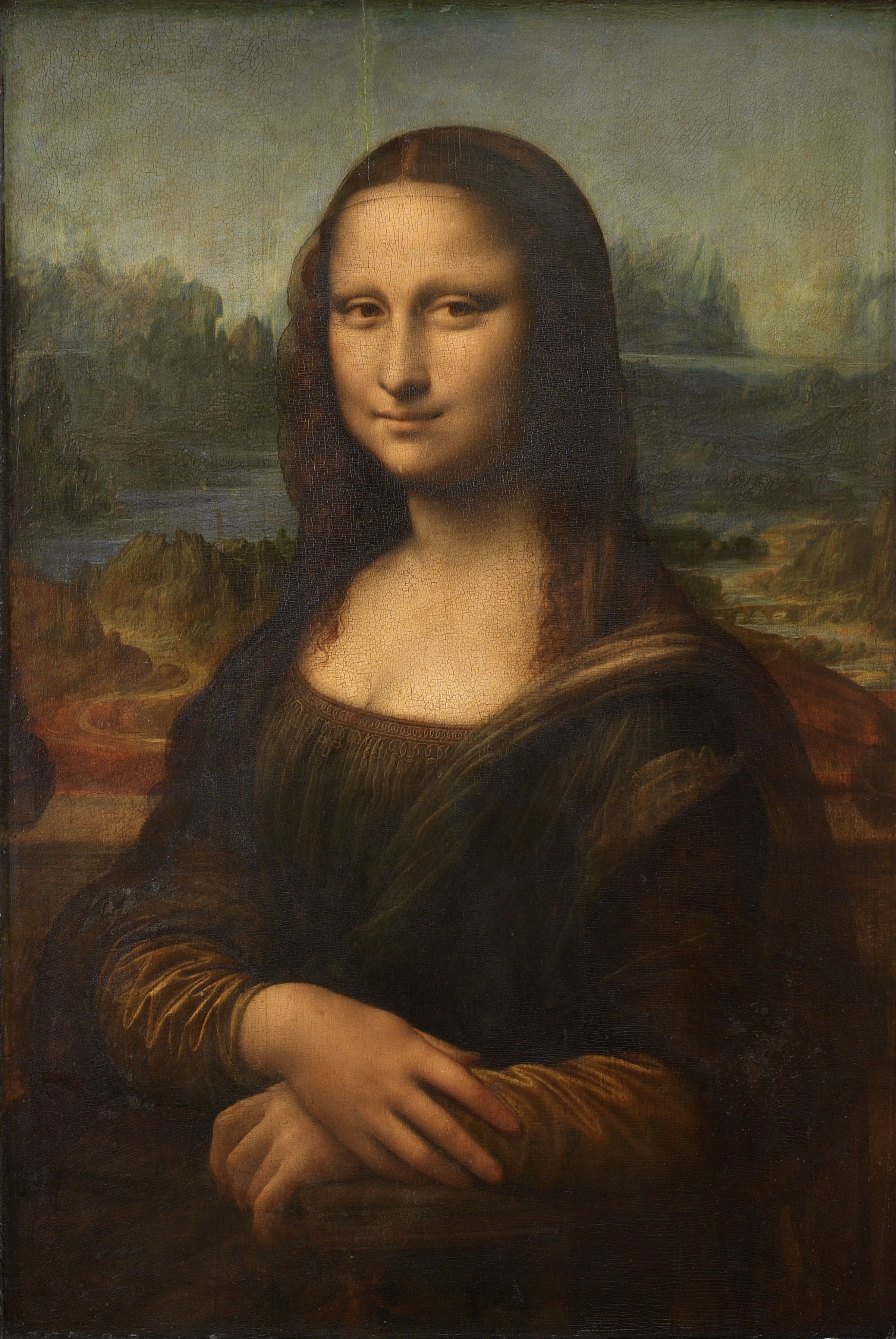
レオナルド・ダ・ヴィンチ『モナ・リザ』。1503年から1519年ごろ。ルーヴル美術館所蔵。

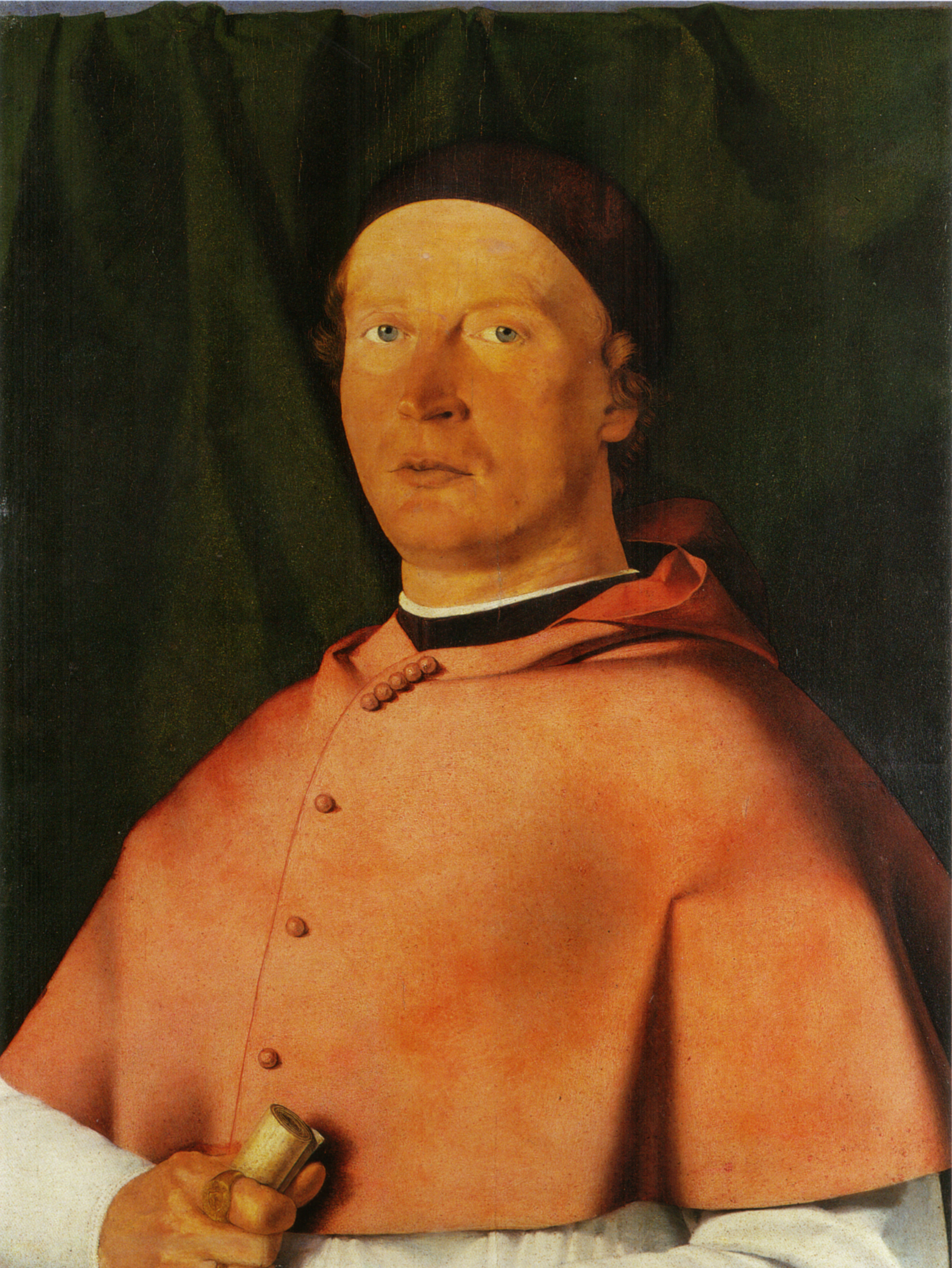
ロレンツォ・ロット『ベルナルド・デ・ロッシ司教の肖像』。1505年。カポディモンテ美術館所蔵。

ラファエロは1508年にローマに到着し、ユリウス2世の教皇時代にすぐに大きな成功を収めた。画家は、自分の絵画においてリアリズムの芸術を習得した。それは、ピエトロ・ベンボが言ったように「人々を実際よりもリアルに描く」能力である。
前述のように、「ラフェエロの間」にも肖像画とおぼしき人物が数多く描かれているが、イメージの強さは到底この作品に及ばない。強い照明は、枢機卿の帽子とマントの赤、袖と顔の白さ、そして暗い背景の間に印象的なコントラストを作っている。細心の注意を払った筆遣いは、鑑賞者に対して立体的な人物を提供し、当時のラファエロの彫刻への関心を明らかにしている。鑑賞者のほうを見ている枢機卿はどちらかというと、かなり険しい顔つきをしており、それが尖った枢機卿帽とよく似合っている。人物の薄い唇、尖った鼻、窪んだ眼や長い首などは、欠陥なく無比の完全さと精緻をもって処理されている。なお、絵具の塗り重ねはラファエロが髪を短くし、まなざしを強くするために左目を動かしたことを示している。
ラファエロは、この人物の性格描写やその心理的な探求などはまったくしていない。むしろ、画家はこの人物の外見を精緻に描写するにとどめて、それ以上の解釈は鑑賞者に任せようとしているかのようである。また、画家は容貌を戯画的に酷似させることをしていない。この点で、ラファエロは初期フランドル派の画家たちに類似している。しかし、人物の顔の細部に直接的な写生が行われている一方で、全体としてこの作品には画家のローマ時代のほかの作品と共通して、強い理想化の傾向も見られる。この2つの要素の入念な混合こそが、本作をほかの単なる写実的な作品から傑出させているものである。
本作はレオナルド・ダ・ヴィンチの『モナ・リザ』 (ルーヴル美術館) に倣っており、座っている人物の直立した体と水平な左腕が見えない椅子の腕に乗って、三角形の構図を形成している。『モナ・リザ』のポーズは以前にも、ラファエロが『マッダレーナ・ドーニの肖像』 (ウフィツィ美術館) において利用したことがあるものである。さらに、この枢機卿の顔の表情も『モナ・リザ』に似て、謎めいた、曖昧な、神秘的なものがある。
一方で、赤い絹のケープの光沢など衣服の質感の描写には、画家のヴェネツィア派絵画の知識が明らかである。ヴェネツィア派の画家ロレンツォ・ロットは1509年にヴァチカン宮殿に滞在したが、その影響はラファエロのフレスコ画『ボルセーナのミサ』の右側にいる人物の肖像に現れていることがしばしば指摘されてきた。加えて、ロットの『ベルナルド・デ・ロッシ司教の肖像』 (カポディモンテ美術館) に見られる幾何学的な厳粛さは、本作に影響を及ぼした可能性がある。